# 鈴木正三
鈴木 正三（すずき しょうさん、俗名の諱まさみつ、道号:石平老人、天正7年1月10日（1579年2月5日）- 明暦元年6月25日（1655年7月28日））は、江戸時代初期の曹洞宗の僧・仮名草子作家。元は徳川家に仕えた旗本である。本姓は穂積氏で、三河鈴木氏の一族。通称は九太夫、号は玄々軒、法名は正三。法名の由来に関しては、俗名の読み方を改めたものとされるが俗名は重三であり、正三は筆名であるとの異説もある。

## 生涯

### 出家以前
天正7年1月10日（1579年2月5日）に三河国加茂郡足助庄（現在の愛知県豊田市（旧足助町））にある則定城主・鈴木重次の長男として生まれる。長男ではあるが家を継がず、別に一家を興している。鈴木家は弟の重成が継承した。
父の代から徳川家康に従い、初陣は関ヶ原の戦いで本多正信隊に参加して徳川秀忠を護衛し、その後の二度の大坂の陣でも武功を挙げて200石の旗本となった。一方で、三河武士であった正三は常に生死を身近に感じ、17歳の時に経典を読んで以降は仏教に傾倒し、職務の間を縫って諸寺院に参詣した。
ところが、元和5年（1619年）の大坂城番勤務の際、同僚であった儒学者の「仏教は聖人の教えに反する考えで信じるべきではない」との意見に激しく反発し、『盲安杖』を書いてこれに反論し、翌元和6年（1620年）に42歳で遁世して出家した。旗本の出家は禁止されていたが、主君の秀忠の温情で罰せられず、正三の家も主命により養子の重長を迎え存続が許されている。

### 出家後
臨済宗の大愚宗築や曹洞宗の万安英種らに参禅した後、故郷三河に戻って石平山恩真寺を創建して執筆活動と布教に努めた。
島原の乱後に天草の代官となった弟の重成の要請で天草へ布教し、曹洞宗に限らず諸寺院を復興し、『破切支丹』を執筆して切支丹（カトリック・キリスト教）の教義を理論的に批判した。日本仏教史においては、江戸時代には宗門改などのいわゆる檀家制度によって「葬式仏教」へと堕落して思想・理論的には衰退したとされているなかで、正三の『破切支丹』は優れた仏教思想書として高く評価されている。
晩年は江戸の四谷の重俊院、牛込の了心院を拠点に布教活動を続け、天草住民への重税に抗議して切腹したとされる弟の重成の後を継いだ自分の実子の重辰を後見し、天草の復興事業にも尽力し、明暦元年6月25日（1655年7月28日）に亡くなった。
弟子に『驢鞍橋』を編んだ慧中（恵中）らがいる。
以上のように正三の生涯は、これまでは『石平道人行業記』を中心とした慧中（恵中）の伝記史料をもとにして語られてきた。ところが近年の研究によれば、慧中の正三伝は史実に照らし合わせると誤りが多いことが指摘されてきている。例えば前述の如く、正三は1619年に大坂城番勤務をしたとされてきたが、彼の属した大番の組（四番組）はこの年に大坂城での勤務をしていない。それゆえ、出家遁世したも通説とは異なり、44～45歳のことと考えられることなどが新たに指摘されている。

## 思想
その武士時代から常に生死について考えてきた正三は、より在家の人々に近い立場で仏教を思索し、特定の宗派に拘らず、念仏などの教義も取り入れ、仁王・不動明王のような厳しく激しい精神で修行する「仁王不動禅」を推奨し、在家の人びとには『萬民徳用』を執筆して、「世法即仏法」を根拠とした「職分仏行説」と呼ばれる職業倫理を重視し、日々の職業生活の中での信仰実践を説いた。
また、正三は在家の教化のために、当時流行していた仮名草子を利用し、『因果物語』・『二人比丘尼』・『念仏草子』などを執筆して分かりやすく仏教を説き、井原西鶴らに影響を与えた。なお無著道忠は『金鞭指街』18において鈴木正三の仁王禅を批判している。
鈴木正三の「世法則仏法」は中国宋代の禅僧・大慧宗杲の著『大慧書』からの引用に基づくという説があり、よく用いられる「世法即仏法」という表記は正しくないと主張する論者もいる。
鈴木正三という存在がどんな人物だったかが忘れ去られた近代になると、彼を「儒者」として紹介した論者が出現している。
正三の思想史上の評価をめぐって、仏教学者の中村元と歴史学者の家永三郎は論争している。

## 著作
- 『盲安杖』（1651年）
- 『驢鞍橋』（1660年）
- 『破切支丹』（1662年）
- 『萬民徳用』（1661年）
- 『因果物語』（1661年）
- 『二人比丘尼』（1632年）
- 『反故集』（1634年）
- 『念佛草紙』

## 寺
- 「石平山恩真寺」　豊田市山中町

## 家系
- 本姓は穂積朝臣、のち名字を鈴木と号した。古くは文明年間より足助庄酒呑郷（現在の豊田市）に移り住み、8代重次の代に則定村に移住する。徳川家に仕えて功あり、はじめ500石、のち加増されて1,000石を領した。家系は正三の弟重成が家督を継ぎ、重成－重祐－政成－庶政－和政－十四郎（重四郎）（文久3年駿河台小川町絵図に名前が確認できる）－親之助－万次郎と継承され、明治維新を迎えている。
- 旗本として最後の当主となる鈴木万次郎は剣術世話心得として講武所に出仕しており、明治になって失業した武士の救済事業として考案された撃剣興行を主催した。
- 菩提寺は東京都中野区の天徳院と愛知県豊田市則定町（旧足助町則定）の心月院（墓石は妙昌寺）。

### 伝記・著作校訂
- 『正三　日本の禅語録 第14巻』　藤吉慈海著・訳、講談社、1977年
  - 「鈴木正三・生涯と思想／盲安杖、驢鞍橋、反故集、二人比丘尼、念仏草紙」
- 『鈴木正三道人全集』　鈴木鉄心校訂・編、山喜房仏書林、1962年、改訂版1981年
- 『驢鞍橋』　鈴木大拙校訂、岩波文庫、1948年、その後何度か復刊。
- 『鈴木正三著作集 Ⅰ・Ⅱ』 加藤みち子編訳、中公クラシックス、2015年